# Butania metallica
Butania metallica är en insektsart som beskrevs av Sigfrid Ingrisch 1987. Butania metallica ingår i släktet Butania och familjen Chorotypidae. Inga underarter finns listade i Catalogue of Life.